# 非常局
非常局（ひじょうきょく）は、無線局の種別の一つである。

## 定義
総務省令電波法施行規則第4条第1項第21号に「非常通信業務のみを行うことを目的として開設する無線局」と定義している。
非常通信業務とは、第3条第1項第14号に「地震、台風、洪水、津波、雪害、火災、暴動その他非常の事態が発生し又は発生するおそれがある場合において、人命の救助、災害の救援、交通通信の確保又は秩序の維持のために行う無線通信業務」と定義している。 

## 概要
文字通り、非常通信のみを扱う無線局である。
電波法施行規則第4条第1項第8号の3に規定する陸上局ではないが、政令電波法施行令第3条第2項第6号に意義付けられる陸上の無線局ではある。
非常局は1950年（昭和25年）に日本国有鉄道（現・JRグループ各社）の列車運行や建設省（現・国土交通省）が水防活動及び洪水予警報のための情報収集を目的として開設したことに始まる。
当初は有線通信を補完する存在で短波を利用しており、後にVHFを利用するものも現われた。
しかし移動体通信技術の発達、無線機の信頼性が向上して操作も簡素化されるなど、あえて非常局を開設する理由が乏しくなり廃れてしまった。

## 免許
無線局免許手続規則第2条第3項には、「二以上の種別の無線局の業務を併せ行うことを目的として単一の無線局の免許を申請することはできない。」とあり、同項各号の例外となる業務にも非常通信業務は無く、非常局はその定義から「非常通信業務以外の業務を併せ行う無線局」として申請することはできない。非常局以外の無線局も「非常通信業務を併せ行う無線局」として申請することはできない。
- 無線局免許手続規則制定当初の第2条には、「非常通信業務をあわせ行う無線局を開設しようとするとき」は単一の無線局として免許できるという規定があったので、非常局以外の無線局でも非常通信業務を行うことができた。

しかし、単一の無線設備を二以上の種別の無線局として免許を申請することを禁止する規定は無いので、一台の無線機に対し非常局と非常局以外の無線局の免許を申請する、つまり二重免許とすることはできる。
種別コードはEM。免許の有効期間は5年。但し、当初に限り有効期限は5年以内の一定の11月30日となる。（沿革を参照）
免許人
免許内容が公示されたものから掲げる。
国（建設省）、地方公共団体（神奈川県、京都府、大阪府、大阪市）、旧公社（日本国有鉄道）
電波の型式および周波数
電波法施行規則第12条第13項に、「無線電信により非常通信を行う無線局は、なるべくA1A電波4,630kHzを送り、及び受けることができるものでなければならない。」とされている。
- この無線電信とはモールス符号による通信のことである。

通信の相手方
免許人所属の非常局である。
電源
無線設備規則第50条に次のように規定している。
1. 手回発電機又はガソリン、灯油、軽油、重油等による原動発電機であつて、24時間以上常時使用することができること。
2. 直ちに全能力で使用することができること。

引用の促音の表記は原文ママ
これは、業務の性質上商用電源に依存しないものが求められるからである。
無線業務日誌
電波法施行規則第40条第1項第3号により、無線業務日誌の備付けが義務付けられ、毎日次に掲げる事項を記載しなければならない。但し、総務大臣又は総合通信局長（沖縄総合通信事務所長を含む。以下同じ。）が特に必要がないと認めた場合は、記載の一部を省略することができる。 
1. 無線従事者（主任無線従事者の監督を受けて無線設備の操作を行う者を含む。）の氏名、資格及び服務方法（変更のあつたときに限る。）
2. 非常の場合の無線通信の実施状況の詳細及びこれに対する措置の内容
3. 空電（英語版）、混信、受信感度の減退等の通信状態
4. 発射電波の周波数の偏差を測定したときは、その結果及び許容偏差を超える偏差があるときは、その措置の内容
5. 機器の故障の事実、原因及びこれに対する措置の内容
6. 電波の規正について指示を受けたときは、その事実及び措置の内容
7. 電波法又は電波法に基づく命令の規定に違反して運用した無線局を認めたときは、その事実
8. その他参考となる事項

引用の促音の表記は原文ママ
免許申請手数料・電波利用料
非常の事態に際し臨時に開設する非常局は免許申請手数料・電波利用料が免除される。

## 運用
無線局運用規則第4章 固定業務、陸上移動業務及び携帯移動業務の無線局、簡易無線局並びに非常局の運用による。特に非常の場合の無線通信は同章第2節に規定している。
この中で、
- A1A電波4,630kHzは、連絡を設定する場合に使用するものとし、連絡設定後の通信は、通常使用する電波によるものとする。ただし、通常使用する電波によつて通信を行うことができないか又は著しく困難な場合は、この限りでない。
- 連絡を設定するための呼出し又は応答には、OSO3回を、通報を送信しようとするときは、ヒゼウ（欧文では、EXZ）を前置して行う。
- OSOを前置した呼出しを受信した無線局は、応答する場合を除く外、これに混信を与えるおそれのある電波の発射を停止して傍受しなければならない。
- 非常事態が発生したことを知つた無線電信局は、なるべく毎時の0分過ぎ及び30分過ぎから各10分間A1A電波4,630kHzにより聴守しなければならない。
- 非常通信の取扱いを開始した後、有線通信が復旧した場合は、すみやかにその取扱いを停止しなければならない。

引用の促音の表記は原文ママ
と規定されている。
無線局運用規則第137条には、「第129条から前条までの規定は、第125条に規定する無線局以外の無線局の運用について準用する。」とある。
これは、非常の場合の無線通信は第4章が対象とする無線局以外の日本国内の無線局も実施できるということである。
非常通信は電波法第52条第4号に規定する目的外通信の一つであるので、電波の型式と周波数が合致すれば免許人所属の非常局以外の無線局を通信の相手方とすることはできる。
また、非常通信の訓練の通信は電波法第52条第6号に基づく電波法施行規則第37条第25号に規定する目的外通信である。
明文化されてはいないが無線電信の通報は和文電報形式による。
これは、無線電信での情報伝達は電報形式によるからであり、途中で有線通信による電報で中継されることも想定されるからである。
また、非常通信は遭難通信(SOS)などとは異なり、上述の通り日本国内の無線局に限る規定にもよる。
機能試験
無線局運用規則第9条により、1週間に1回以上通信連絡を行い、無線設備の機能を確かめておかなければならない。
但し、総合通信局長が必要がないと認めた場合は、この限りでない。
報告
非常通信を行ったときは電波法第80条第1号及び電波法施行規則第42条の3により、できる限り速やかに文書によって総務大臣に報告しなければならない。
この規定は非常局以外の無線局にも適用される。

## 操作
非常局は、陸上の無線局であるので最低でも第三級陸上特殊無線技士以上の無線従事者による管理を要するのが原則である。例外となるのは、
電波法第39条第1項に基づく電波法施行規則第33条（簡易な操作）
- 第4号(1) 「特定無線局以外の陸上に開設した無線局でかつ海岸局、航空局、船上通信局、無線航行局、海岸地球局又は航空地球局以外の無線設備の通信操作」
  - 非常局も該当する。
- 第8号 「その他に別に告示するものに基づく告示[4]」第5項に規定する「プレストーク方式による無線電話の技術操作」

電波法第39条第1項ただし書きに基づく電波法施行規則第33条の2（無線設備の操作の特例）
- 第1項第2号 非常通信業務を行う場合であつて、無線従事者を無線設備の操作に充てることができないとき、又は主任無線従事者を無線設備の操作の監督に充てることができないとき

引用の促音の表記は原文ママ
があり、操作に無線従事者を必ずしも要しない。但し無線電信については、電波法第39条第2項によりモールス通信は無線従事者でなければ操作できないので総合無線通信士、又は通信操作は国内電信級陸上特殊無線技士に、技術操作は陸上無線技術士によらねならない。

## 検査
- 落成検査は、国以外が設置する場合に限り登録検査等事業者等による点検が可能でこの結果に基づき一部省略される。
- 定期検査は、電波法施行規則別表第5号第29号により周期は5年。落成検査と同様に国以外が設置する場合に限り登録検査等事業者等による点検が可能でこの結果に基づき一部省略される。
- 変更検査は、落成検査と同様である。

## 沿革
1949年（昭和24年）- 私設無線電信電話規則が改正

され、無線電信4,200kc（キロサイクル、kHzに相当）は非常通信に使用するものとされた。
- 当時、施行されていたのは無線電信法である。

1950年（昭和25年）
6月に電波法施行、無線電信法は廃止
- 電波法施行規則制定[6]、非常局と非常通信業務が定義され無線電信の非常局には4,200kcを具備するものとされた。
  - 免許の有効期間は5年間。但し、当初の有効期限は電波法施行の日から2年6ヶ月後（昭和27年11月30日）まで
- 無線局免許手続規則制定[7]、「非常通信業務を併せ行う無線局を開設する」ときは単一の種別の無線局として免許できるとされた。
  - 非常局以外の無線局でも非常通信業務を併せ行うことができた。

10月に日本国有鉄道と建設省に初めて免許された。両者毎に最初の免許のものを掲げる。
- 日本国有鉄道 -  無線局の種別は非常局（固定局）、呼出符号JRK-21、通信の相手方は日本国有鉄道所属の非常局（基地局及び陸上移動局）、設置場所高山駅構内 電波型式A3、周波数2,800kc、空中線電力50W[8]
- 建設省 - 無線局の種別は非常局（固定局）、呼出符号JGU-34、通信の相手方は建設省の施設する非常局（固定局）、設置場所木津川砂防工事事務所構内 電波型式A3、周波数2,920kc、空中線電力50W[9]
  - 無線局の種別にある通り二重免許（通信の相手方も二重免許）、電波型式は振幅変調(AM)の無線電話（音声通信）である。

12月に無線局免許手続規則改正
- 非常通信業務と他の無線通信業務を単一の種別の無線局として免許できるとする規定が削除された。

1952年（昭和27年）- 12月1日に最初の再免許
- 以後、5年毎の11月30日に満了するように免許された。

1953年（昭和28年）- 「無線電信による通信を行う非常局は、A1電波4,200kcを送り、及び受けることができるものでなければならない。」ことに
1954年（昭和29年）- 非常通信周波数が4,200kcから4,630kcに変更
- 施行は翌年1月1日から、1月31日までは4,200kcと4,630kcを併用可能[13]

1958年（昭和33年）
- 6月に大阪府に呼出名称おおさかふかせんか、電波型式F3、周波数153.73Mc、空中線電力10Wの非常局が免許[14]
  - 電波型式が周波数変調(FM)の無線電話、免許の公示が最後になされた非常局である。
- 「無線電信により通信を行う非常局は、A1電波4,630kcを送り、及び受けることができるものでなければならない。」から「無線電信により非常通信を行う無線局は、なるべくA1電波4,630kcを送り、及び受けることができるものでなければならない。」ことに、また免許の公示を要しない無線局に[15]
  - 他業務の無線局にも4,630kcを免許することができることとなり、これらと非常通信を行うことも可能となった。
  - 免許が公示された非常局に無線電信局は無かった。

1972年（昭和47年）- 周波数の単位がkcからkHzに
1983年（昭和58年）- 電波型式の表記がA1からA1Aに
1993年（平成5年）- 電波利用料制度化、自局及び通信の相手方の移動の有無により、電波法別表第6の次の項が適用
- 自局が移動する - 第1項の「移動する局」
- 自局が移動せず、相手方が移動する - 第2項の「移動しない局」
- 自局が移動せず、相手方も移動しない - 第9項の「その他の局」

| 年度 | 昭和33年度末 | 昭和34年度末 | 昭和35年度末 | 昭和36年度末 | 昭和37年度末 | 昭和38年度末 |
| --- | ------------ | ------------ | ------------ | ------------ | ------------ | ------------ |
| 局数 | 15           | 15           | 15           | 43           | 42           | 106          |
| 年度 | 昭和39年度末 | 昭和40年度末 | 昭和41年度末 | 昭和42年度末 | 昭和43年度末 | 昭和44年度末 |
| 局数 | 112          | 113          | 112          | 136          | 147          | 147          |
| 年度 | 昭和45年度末 | 昭和46年度末 | 昭和47年度末 | 昭和48年度末 | 昭和49年度末 | 昭和50年度末 |
| 局数 | 151          | 137          | 127          | 128          | 133          | 135          |
| 年度 | 昭和51年度末 | 昭和52年度末 | 昭和53年度末 | 昭和54年度末 | 昭和55年度末 | 昭和56年度末 |
| 局数 | 159          | 158          | 159          | 134          | 60           | 60           |
| 年度 | 昭和57年度末 | 昭和58年度末 | 昭和59年度末 | 昭和60年度末 | 昭和61年度末 | 昭和62年度末 |
| 局数 | 60           | 60           | 60           | 60           | 60           | 60           |
| 年度 | 昭和63年度末 | 平成元年度末 | 平成2年度末  | 平成3年度末  | 平成4年度末  |              |
| 局数 | 59           | 57           | 32           | 32           | 21           |              |
| 平成5年度以降は免許されていない。 - 通信白書（昭和48年版から平成3年版） - 地域・局種別無線局数（平成元年度から平成12年度） - 用途別無線局数（平成13年度から令和4年度） |              |              |              |              |              |              |

## 参考
種別は非常局以外の無線局であるが、非常通信用周波数が指定された無線局数を掲げる。
| 年度                                                                                | 調査基準日     | 局数 | 出典                                                                        |
| ----------------------------------------------------------------------------------- | -------------- | ---- | --------------------------------------------------------------------------- |
| 平成20年度                                                                          | 平成20年3月5日 | 42   | 平成23年度電波の利用状況調査の調査結果 （770MHz以下の周波数帯） 平成24年5月 |
| 平成23年度                                                                          | 平成23年3月1日 | 38   | 平成23年度電波の利用状況調査の調査結果 （770MHz以下の周波数帯） 平成24年5月 |
| 平成26年度                                                                          | 平成26年3月3日 | 47   | 平成26年度電波の利用状況調査の調査結果 （714MHz以下の周波数帯） 平成27年4月 |
| 平成29年度                                                                          | 平成29年3月1日 | 48   | 平成29年度電波の利用状況調査の調査結果 （714MHz以下の周波数帯） 平成30年5月 |
| 令和2年度                                                                           | 令和2年4月1日  | 25   | 令和2年度電波の利用状況調査の調査結果 （714MHz以下の周波数帯）              |
| 令和4年度                                                                           | 令和4年4月1日  | 20   | 令和4年度電波の利用状況調査の調査結果 （714MHz以下の周波数帯）              |
| 注 アマチュア局についてはアマチュア無線(HF帯)に算入され、この項目には算入されない。 |                |      |                                                                             |